# Conus planiliratus
Espèce
Conus planiliratus est une espèce fossile de mollusques gastéropodes marins de la famille des Conidae.

## Description
La taille de la coquille varie entre 19 mm et 24 mm.

## Distribution
Cette espèce n'est connue que comme fossile du Néogène de la République dominicaine.

## Taxonomie

### Publication originale
L'espèce Conus planiliratus a été décrite pour la première fois en 1850 par le naturaliste, illustrateur et conchyliologiste britannique George Brettingham Sowerby I dans « Quarterly Journal of the Geological Society of London »,.